# نوبوهیرو اونو
نوبوهیرو اونو (انگلیسی: Nobuhiro Ueno؛ زادهٔ ۲۶ اوت ۱۹۶۵) بازیکن فوتبال اهل ژاپن است.
از باشگاه‌هایی که در آن بازی کرده‌است می‌توان به باشگاه فوتبال سانفریس هیروشیما اشاره کرد.